# Max Guth
Max Guth (* 2. Januar 1859 in Danzig; † 19. Januar 1925 in Berlin; vollständiger Name: Max Heinrich Emil Guth) war ein deutscher Architekt und preußischer Baubeamter.

## Leben
Nach dem Abitur am Luisenstädtischen Realgymnasium in Berlin im Jahr 1877 studierte er an der Berliner Bauakademie, u. a. bei Julius Carl Raschdorff. 1882 bestand er die Bauführerprüfung (1. Staatsexamen) mit Auszeichnung und 1887 die Baumeisterprüfung (2. Staatsexamen). Zunächst war er danach als Regierungsbaumeister (Assessor) bei der Bezirksregierung in Erfurt tätig, kam 1890 als bautechnischer Hilfsarbeiter zum preußischen Ministerium der geistlichen-, Unterrichts- und Medizinalangelegenheiten nach Berlin, wurde 1896 der Militär- und Baukommission überwiesen und 1898 zum Landbauinspektor ernannt. 1905 wurde ihm unter Ernennung zum Bauinspektor eine Lokalbaubeamtenstelle bei der Ministerial-Baukommission übertragen. 1919 wurde er zum Regierungs- und Baurat befördert und 1921 zum Oberbaurat bei der Bezirksregierung Potsdam ernannt. Er trat im April 1924 in den Ruhestand.
Neben seiner dienstlichen Tätigkeit wirkte er im Verband Deutscher Architekten- und Ingenieurvereine (VDAI), u. a. als Vorstandsmitglied, und im Architekten-Verein zu Berlin (AVB), u. a. als Schriftleiter der vom Verein herausgegebenen Wochenschrift.

## Ehrungen
- 1896: preußischer Kronen-Orden IV. Klasse[4]
- 1910: preußischer Kronen-Orden III. Klasse[5]
- 1912: Königliche Krone zum preußischen Roten Adlerorden IV. Klasse[6]

## Werk

### Schriften
- Die neue Königliche Materialprüfungsanstalt der Technischen Hochschule Berlin. In: Zentralblatt der Bauverwaltung. Nr. 53, 1904, S. 334–338, S. 349–352, S. 360 (zlb.de).
- (gemeinsam mit Adolf Martens): Das Königlichen Materialprüfungsamt der Technischen Hochschule Berlin auf dem Gelände der Domäne Dahlem beim Bahnhof Groß-Lichterfelde West. Denkschrift zur Eröffnung. Julius Springer, Berlin 1904.
- Der Neubau der hygienischen Institute der Universität Berlin. In: Zentralblatt der Bauverwaltung. Nr. 95, 1904, S. 589–593 (zlb.de).
- (als Bearbeiter): G. Tolkmitt: Bauaufsicht und Bauführung. Handbuch für den praktischen Baudienst. 4. Auflage. Wilhelm Ernst & Sohn, Berlin 1909.
- Die Neubauten der beiden ersten Kaiser-Wilhelm-Institute in Berlin-Dahlem. In: Zentralblatt der Bauverwaltung. Nr. 59, 1913, S. 385–389 (zlb.de – gemeinsam mit Ernst von Ihne).
- Das neue Kaiser-Wilhelm-Institut für experimentelle Therapie in Berlin-Dahlem. In: Zentralblatt der Bauverwaltung. Nr. 98, 1913, S. 677–679 (zlb.de – gemeinsam mit Ernst von Ihne).
- Das Kaiser-Wilhelm-Institut für Biologie in Berlin-Dahlem. In: Zentralblatt der Bauverwaltung. Nr. 103, 1916, S. 674–676, 681–682 (zlb.de – gemeinsam mit Ernst von Ihne).
- Neugestaltung der Ministerial-, Militär- und Baukommission in Berlin. In: Zentralblatt der Bauverwaltung. Nr. 45, 1921, S. 281–283 (zlb.de).

### Bauten
- 1899–1900: Erstes Chemisches Institut der Friedrich-Wilhelms-Universität Berlin in Berlin, Hessische Straße 1/2 (Entwurf zusammen mit Georg Thür; unter Denkmalschutz)[7]
- 1901–1903: Neubau für die Königliche Materialprüfungsanstalt der Technischen Hochschule Charlottenburg in Berlin-Lichterfelde, Unter den Eichen 87 (Entwurf; unter Denkmalschutz)[8]
- 1902–1908: Erweiterungsbau des Anatomischen Instituts der Friedrich-Wilhelms-Universität Berlin (Beteiligung an Entwurf und Ausführung)[9]
- 1903–1905: Hygienisches Institut und Physiologisches Institut der Friedrich-Wilhelms-Universität Berlin in Berlin-Mitte, Hessische Straße 3/4 (Ausführung zusammen mit Heinrich Klutmann nach Entwurf von Georg Thür; unter Denkmalschutz)[10]
- 1905–1906: Hörsaalgebäude für die Friedrich-Wilhelms-Universität Berlin in Berlin, Dorotheenstadt, Dorotheenstraße 5 (Ausführung; nicht erhalten)[11]
- 1911–1912: Kaiser-Wilhelm-Institut für Chemie in Berlin-Dahlem, Thielallee 63 (Entwurf zusammen mit Ernst von Ihne; unter Denkmalschutz)[12] und Zahnärztliches Institut der Friedrich-Wilhelms-Universität in Berlin-Mitte, Invalidenstraße 88 (Entwurf zusammen mit Georg Thür; unter Denkmalschutz)[13]
- 1912: Kaiser-Wilhelm-Institut für Physikalische und Elektro-Chemie in Berlin-Dahlem, Faradayweg 6 (Entwurf zusammen mit Ernst von Ihne; unter Denkmalschutz)[14]
- 1912–1913: Kaiser-Wilhelm-Institut für Experimentelle Therapie in Berlin-Dahlem, Thielallee 73 (Entwurf zusammen mit Ernst von Ihne; unter Denkmalschutz)[15] und Assistentenwohnhaus in Berlin-Dahlem, Hittorfstraße 29 (Entwurf; unter Denkmalschutz)[16]
- 1914: Turn- und Spielplatz für die Berliner Hochschulen im Grunewald (Entwurf und Ausführung)[17]
- 1914–1915: Kaiser-Wilhelm-Institut für Biologie in Berlin-Dahlem, Boltzmannstraße 3 (Entwurf zusammen mit Ernst von Ihne; unter Denkmalschutz)[18]
- 1914–1916: Kaiser-Wilhelm-Institut für Arbeitsphysiologie in Berlin, Invalidenstraße 103a (Entwurf und Ausführung; heute Fröbel-Kindergarten Charité Mitte)[19]
- 1917: Kaiser-Wilhelm-Haus im Langenbeckhaus in Berlin, Ziegelstraße 11 (Entwurf und Leitung der Ausführung; nicht erhalten)[20]